# Raion de Slobozia
Le raion de Slobozia est un raion de la Moldavie. Dans les faits, il est administré par la république moldave de Transnistrie, république sécessionniste de l'est de la Moldavie. Sa capitale est la ville de Slobozia.
Le raion est situé au sud de la République, principalement entre le Dniestr et l'Ukraine. Il contient cependant l'une des deux zones que la république sécessionniste contrôle sur la rive occidentale du Dniestr, autour de la ville de Chiţcani (l'autre zone, la ville de Tighina, est une municipalité à part entière distincte du raion). Elle revendique également la ville de Copanca, au sud de Chiţcani, contrôlée par la Moldavie.
La capitale de la République de Transnistrie, Tiraspol, est enclavée dans le raion de Slobozia.